# Olympische Winterspiele 1994/Teilnehmer (Vereinigte Staaten)
| Gelbes Symbol für Goldmedaillen mit stilisierten Olympischen Ringen | Graues Symbol für Silbermedaillen mit stilisierten Olympischen Ringen | Braundes Symbol für Bronzemedaillen mit stilisierten Olympischen Ringen |
| ------------------------------------------------------------------- | --------------------------------------------------------------------- | ----------------------------------------------------------------------- |
| 6                                                                   | 5                                                                     | 2                                                                       |

Die Vereinigten Staaten nahmen an den Olympischen Winterspielen 1994 im norwegischen Lillehammer mit einer Delegation von 147 Athleten in zwölf Disziplinen teil, davon 95 Männer und 52 Frauen. Mit sechs Gold-, fünf Silber- und zwei Bronzemedaillen waren die Vereinigten Staaten die fünfterfolgreichste Nation bei den Spielen. Beste Athletin war die Eisschnellläuferin Bonnie Blair, die zwei der sechs Goldmedaillen gewann. Die übrigen Olympiasiege errangen Dan Jansen (Eisschnelllauf), Cathie Turner (Shorttrack), Tommy Moe und Diann Roffe (beide Ski Alpin).
Fahnenträgerin bei der Eröffnungsfeier war die Rennrodlerin Cammy Myler.

## Medaillen
Das US-amerikanische Team belegte im Medaillenspiegel den fünften Platz. Die erfolgreichste Teilnehmerin war Bonnie Blair mit zwei Goldmedaillen.

### Medaillenspiegel
| Rang   | Sportart         | Gold | Silber | Bronze | Gesamt |
| ------ | ---------------- | ---- | ------ | ------ | ------ |
| 1      | Eisschnelllauf   | 3    | –      | –      | 3      |
| 2      | Ski Alpin        | 2    | 2      | —      | 4      |
| 3      | Shorttrack       | 1    | 1      | 2      | 4      |
| 4      | Eiskunstlauf     | –    | 1      | –      | 1      |
| 4      | Freestyle-Skiing | –    | 1      | –      | 1      |
| Gesamt | Gesamt           | 6    | 5      | 2      | 13     |

### Medaillengewinner
| Name/n                                                     | Sportart         | Wettkampf             |
| ---------------------------------------------------------- | ---------------- | --------------------- |
| Gold                                                       |                  |                       |
| Bonnie Blair                                               | Eisschnelllauf   | 500 m Frauen          |
| Bonnie Blair                                               | Eisschnelllauf   | 1000 m Frauen         |
| Dan Jansen                                                 | Eisschnelllauf   | 1000 m Männer         |
| Cathie Turner                                              | Shorttrack       | 500 m Frauen          |
| Diann Roffe-Steinrotter                                    | Ski Alpin        | Super-G Frauen        |
| Tommy Moe                                                  | Ski Alpin        | Abfahrt Männer        |
| Silber                                                     |                  |                       |
| Nancy Kerrigan                                             | Eiskunstlauf     | Einzel Frauen         |
| Liz McIntyre                                               | Freestyle-Skiing | Buckelpiste Frauen    |
| Randy Bartz John Coyle Eric Flaim Andy Gabel               | Shorttrack       | 5000 m Staffel Männer |
| Picabo Street                                              | Ski Alpin        | Abfahrt Frauen        |
| Tommy Moe                                                  | Ski Alpin        | Super-G Männer        |
| Bronze                                                     |                  |                       |
| Amy Peterson                                               | Shorttrack       | 500 m Frauen          |
| Amy Peterson Cathie Turner Nikki Ziegelmeyer Karen Cashman | Shorttrack       | 3000 m Staffel Frauen |

## Teilnehmer nach Sportarten

### Biathlon
| Athleten                                              | Wettbewerbe        | Zeit        | Fehler      | Rang |
| ----------------------------------------------------- | ------------------ | ----------- | ----------- | ---- |
| Frauen                                                |                    |             |             |      |
| Beth Coats                                            | 7,5 km Sprint      | 29:24,3 min | 3 (3+0)     | 51   |
| Beth Coats                                            | 15 km Einzel       | 57:20,0 min | 4 (1+1+1+1) | 33   |
| Joan Guetschow                                        | 7,5 km Sprint      | 29:26,7 min | 4 (1+3)     | 52   |
| Joan Guetschow                                        | 15 km Einzel       | 55:19,4 min | 1 (0+0+0+1) | 17   |
| Mary Ostergren                                        | 7,5 km Sprint      | 30:35,6 min | 4 (3+1)     | 64   |
| Joan Smith                                            | 7,5 km Sprint      | 27:39,1 min | 2 (0+2)     | 24   |
| Joan Smith                                            | 15 km Einzel       | 54:46,7 min | 3 (0+1+1+1) | 14   |
| Laurie Tavares                                        | 15 km Einzel       | 57:04,3 min | 4 (1+1+1+1) | 32   |
| Beth Coats Joan Smith Laurie Tavares Joan Guetschow   | 4 × 7,5 km Staffel | 1:57:35,9 h | 3 (0+3)     | 8    |
| Männer                                                |                    |             |             |      |
| Duncan Douglas                                        | 10 km Sprint       | 33:29,2 min | 3 (1+2)     | 65   |
| Jon Engen                                             | 20 km Einzel       | 1:06:39,7 h | 4 (2+2+0+0) | 64   |
| Dave Jareckie                                         | 10 km Sprint       | 33:15,6 min | 4 (2+2)     | 64   |
| Curt Schreiner                                        | 20 km Einzel       | 1:07:41,6 h | 6 (1+1+2+2) | 65   |
| Curt Schreiner Dave Jareckie Jon Engen Duncan Douglas | 4 × 7,5 km Staffel | 1:35:43,7 h | 0 (0+0)     | 14   |

### Bob
| Athleten                                             | Wettbewerb | Lauf 1  | Lauf 1 | Lauf 2  | Lauf 2 | Lauf 3  | Lauf 3 | Lauf 4  | Lauf 4 | Gesamt      | Gesamt |
| Athleten                                             | Wettbewerb | Zeit    | Rang   | Zeit    | Rang   | Zeit    | Rang   | Zeit    | Rang   | Zeit        | Rang   |
| ---------------------------------------------------- | ---------- | ------- | ------ | ------- | ------ | ------- | ------ | ------- | ------ | ----------- | ------ |
| Männer                                               |            |         |        |         |        |         |        |         |        |             |        |
| Jim Herberich Chip Minton                            | Zweierbob  | 53,04 s | 15     | 53,58 s | 17     | 53,29 s | 15     | 53,50 s | 13     | 3:33,41 min | 14     |
| Brian Shimer Randy Jones                             | Zweierbob  | 52,99 s | 12     | 53,37 s | 11     | 52,86 s | 5      | 53,63 s | 17     | 3:32,85 min | 13     |
| Brian Shimer Bryan Leturgez Karlos Kirby Randy Jones | Viererbob  | 52,25 s | 13     | 52,29 s | 9      | DQ      | DQ     | DQ      | DQ     | DQ          | DQ     |
| Randy Will Jeff Woodard Joe Sawyer Chris Coleman     | Viererbob  | 52,03 s | 8      | 52,42 s | 12     | 52,77 s | 19     | 52,75 s | 17     | 3:29,97 min | 15     |

### Eishockey
| Wettbewerb        | Männer |
| ----------------- | --- |
| Spieler           | - Garth Snow - Mike Dunham - Barry Richter - Ted Crowley - Matt Martin - Peter Laviolette - Brett Hauer - Chris Imes - Travis Richards - David Sacco - Brian Rolston - Peter Ferraro - Peter Ciavaglia - David Roberts - Mark Beaufait - John Lilley - Jeff Lazaro - Craig Johnson - Ted Drury - Todd Marchant - Jim Campbell - Darby Hendrickson |
| Trainer           | Tim Taylor |
| Vorrunde          | Frankreich 4:4 (2:1, 0:1, 2:2) Slowakei 3:3 (1:1, 0:1, 2:1) Kanada 3:3 (0:1, 2:1, 1:1) Schweden 4:6 (1:2, 0:2, 3:2) Italien 7:1 (5:1, 1:0, 1:0) |
| Viertelfinale     | Finnland 1:6 (0:2, 1:2, 0:2) |
| Platzierungsrunde | Tschechien 3:5 (2:3, 0:1, 1:1) |
| Spiel um Platz 7  | Deutschland 3:4 (1:1, 1:1, 1:2) |
| Platzierung       | 8 |

### Eiskunstlauf
| Athleten                         | Wettbewerbe | Pflichttanz 1 | Pflichttanz 1 | Pflichttanz 2 | Pflichttanz 2 | Originaltanz | Originaltanz | Kurzprogramm | Kurzprogramm | Kür/Kürtanz | Kür/Kürtanz | Gesamt    | Gesamt |
| Athleten                         | Wettbewerbe | Bewertung     | Rang          | Bewertung     | Rang          | Bewertung    | Rang         | Bewertung    | Rang         | Bewertung   | Rang        | Bewertung | Rang   |
| -------------------------------- | ----------- | ------------- | ------------- | ------------- | ------------- | ------------ | ------------ | ------------ | ------------ | ----------- | ----------- | --------- | ------ |
| Frauen                           |             |               |               |               |               |              |              |              |              |             |             |           |        |
| Tonya Harding                    | Einzel      | –             | –             | –             | –             | –            | –            | 5,0          | 10           | 7,0         | 7           | 12,0      | 8      |
| Nancy Kerrigan                   | Einzel      | –             | –             | –             | –             | –            | –            | 0,5          | 1            | 2,0         | 2           | 2,5       | Silber |
| Männer                           |             |               |               |               |               |              |              |              |              |             |             |           |        |
| Brian Boitano                    | Einzel      | –             | –             | –             | –             | –            | –            | 4,0          | 8            | 6,0         | 6           | 10,0      | 6      |
| Scott Davis                      | Einzel      | –             | –             | –             | –             | –            | –            | 2,0          | 4            | 8,0         | 8           | 10,0      | 8      |
| Mixed                            |             |               |               |               |               |              |              |              |              |             |             |           |        |
| Elizabeth Punsalan Jerod Swallow | Eistanz     | 2,8           | 14            | 2,8           | 14            | 8,4          | 14           | –            | –            | 15,0        | 15          | 29,0      | 15     |
| Karen Courtland Todd Reynolds    | Paarlauf    | –             | –             | –             | –             | –            | –            | 6,5          | 13           | 14,0        | 14          | 20,5      | 14     |
| Kyoko Ina Jason Dungjen          | Paarlauf    | –             | –             | –             | –             | –            | –            | 7,5          | 15           | 7,0         | 7           | 14,5      | 9      |
| Jenni Meno Todd Sand             | Paarlauf    | –             | –             | –             | –             | –            | –            | 3,0          | 6            | 5,0         | 5           | 8,0       | 5      |

### Eisschnelllauf
| Athleten         | Wettbewerbe | Zeit        | Rang |
| ---------------- | ----------- | ----------- | ---- |
| Frauen           |             |             |      |
| Chantal Bailey   | 1000 m      | 1:23,52 min | 31   |
| Chantal Bailey   | 1500 m      | 2:09,68 min | 27   |
| Chantal Bailey   | 3000 m      | 4:34,64 min | 22   |
| Bonnie Blair     | 500 m       | 39,25 s     | Gold |
| Bonnie Blair     | 1000 m      | 1:18,74 min | Gold |
| Bonnie Blair     | 1500 m      | 2:03,44 min | 4    |
| Peggy Clasen     | 500 m       | 41,13 s     | 23   |
| Michelle Kline   | 500 m       | DQ          | DQ   |
| Michelle Kline   | 1000 m      | 1:22,44 min | 24   |
| Michelle Kline   | 1500 m      | 2:08,02 min | 20   |
| Chris Scheels    | 3000 m      | 4:34,14 min | 21   |
| Kristen Talbot   | 500 m       | 41,05 s     | 20   |
| Chris Witty      | 1000 m      | 1:22,42 min | 23   |
| Angela Zuckerman | 1500 m      | 2:08,43 min | 21   |
| Angela Zuckerman | 3000 m      | 4:33,08 min | 19   |
| Männer           |             |             |      |
| Dave Besteman    | 500 m       | 37,68 s     | 27   |
| Dave Besteman    | 1000 m      | 1:15,62 min | 30   |
| KC Boutiette     | 1500 m      | 2:00,59 min | 39   |
| Dave Cruikshank  | 500 m       | 37,37 s     | 19   |
| Brendan Eppert   | 1000 m      | 1:16,07 min | 35   |
| Dan Jansen       | 500 m       | 36,68 s     | 8    |
| Dan Jansen       | 1000 m      | 1:12,43 min | Gold |
| Nathaniel Mills  | 500 m       | 37,41 s     | 20   |
| Nathaniel Mills  | 1000 m      | 1:15,11 min | 21   |
| Nathaniel Mills  | 1500 m      | 1:58,43 min | 37   |
| Dave Tamburrino  | 1500 m      | 1:55,78 min | 22   |
| Brian Wanek      | 1500 m      | 1:57,09 min | 32   |
| Brian Wanek      | 5000 m      | 7:05,95 min | 30   |

### Freestyle-Skiing
| Athleten          | Wettbewerbe | Qualifikation | Qualifikation | Finale        | Finale        | Rang   |
| Athleten          | Wettbewerbe | Punkte        | Rang          | Punkte        | Rang          | Rang   |
| ----------------- | ----------- | ------------- | ------------- | ------------- | ------------- | ------ |
| Frauen            |             |               |               |               |               |        |
| Ann Battelle      | Buckelpiste | 23,63         | 8             | 23,71         | 8             | 8      |
| Tracy Evans       | Aerials     | 147,91        | 8             | 139,77        | 7             | 7      |
| Liz McIntyre      | Buckelpiste | 25,23         | 1             | 25,89         | 2             | Silber |
| Kristean Porter   | Aerials     | 91,14         | 20            | ausgeschieden | ausgeschieden | 20     |
| Nikki Stone       | Aerials     | 143,86        | 13            | ausgeschieden | ausgeschieden | 13     |
| Donna Weinbrecht  | Buckelpiste | 23,96         | 6             | 24,38         | 7             | 7      |
| Männer            |             |               |               |               |               |        |
| Troy Benson       | Buckelpiste | 24,42         | 13            | 24,86         | 8             | 8      |
| Eric Bergoust     | Aerials     | 190,48        | 12            | 210,48        | 7             | 7      |
| Kris Feddersen    | Aerials     | 199,27        | 9             | 195,26        | 11            | 11     |
| Craig Rodman      | Buckelpiste | 23,98         | 18            | ausgeschieden | ausgeschieden | 18     |
| Sean Smith        | Buckelpiste | 24,31         | 16            | 23,43         | 13            | 13     |
| Trace Worthington | Aerials     | 221,11        | 4             | 218,19        | 5             | 5      |
| Trace Worthington | Buckelpiste | 23,79         | 19            | ausgeschieden | ausgeschieden | 19     |

### Nordische Kombination
| Athleten                               | Wettbewerb | Skispringen | Skispringen | Langlauf  | Langlauf    | Langlauf | Gesamt      | Gesamt |
| Athleten                               | Wettbewerb | Punkte      | Rang        | Rückstand | Zeit        | Rang     | Zeit        | Rang   |
| -------------------------------------- | ---------- | ----------- | ----------- | --------- | ----------- | -------- | ----------- | ------ |
| Männer                                 |            |             |             |           |             |          |             |        |
| Ryan Heckman                           | Einzel     | 191,5       | 30          | 6:10 min  | 41:05,7 min | 29       | 47:15,7 min | 29     |
| Dave Jarrett                           | Einzel     | 175,5       | 39          | 7:56 min  | 39:34,4 min | 12       | 47:30,4 min | 36     |
| Todd Lodwick                           | Einzel     | 232,0       | 5           | 1:40 min  | 42:41,2 min | 43       | 44:21,2 min | 13     |
| Tim Tetreault                          | Einzel     | 186,5       | 35          | 6:43 min  | 40:34,0 min | 24       | 47:17,0 min | 30     |
| Todd Lodwick Dave Jarrett Ryan Heckman | Mannschaft | 602,0       | 7           | 10:57 min | 1:25:10,4 h | 8        | 1:36:07,4 h | 7      |

### Rennrodeln
| Athlet                          | Wettbewerb   | Lauf 1   | Lauf 1 | Lauf 2   | Lauf 2 | Lauf 3   | Lauf 3 | Lauf 4   | Lauf 4 | Gesamt       | Gesamt |
| Athlet                          | Wettbewerb   | Zeit     | Rang   | Zeit     | Rang   | Zeit     | Rang   | Zeit     | Rang   | Zeit         | Rang   |
| ------------------------------- | ------------ | -------- | ------ | -------- | ------ | -------- | ------ | -------- | ------ | ------------ | ------ |
| Frauen                          |              |          |        |          |        |          |        |          |        |              |        |
| Bethany Calcaterra-McMahon      | Einsitzer    | 49,733 s | 14     | 49,542 s | 12     | 49,304 s | 7      | 49,426 s | 9      | 3:18,005 min | 12     |
| Cammy Myler                     | Einsitzer    | 49,201 s | 8      | 49,763 s | 15     | 49,324 s | 10     | 49,546 s | 14     | 3:17,834 min | 11     |
| Erin Warren                     | Einsitzer    | DNF      | DNF    | DNF      | DNF    | DNF      | DNF    | DNF      | DNF    | DNF          | DNF    |
| Männer                          |              |          |        |          |        |          |        |          |        |              |        |
| Duncan Kennedy                  | Einsitzer    | 50,587 s | 6      | 50,633 s | 4      | DNF      | DNF    | DNF      | DNF    | DNF          | DNF    |
| Robert Pipkins                  | Einsitzer    | 51,248 s | 17     | 51,332 s | 17     | 50,885 s | 14     | 51,115 s | 16     | 3:24,580 min | 16     |
| Wendel Suckow                   | Einsitzer    | 50,698 s | 10     | 50,819 s | 7      | 50,359 s | 5      | 50,548 s | 4      | 3:22,424 min | 5      |
| Mark Grimmette Jonathan Edwards | Doppelsitzer | 48,617 s | 5      | 48,672 s | 4      | –        | –      | –        | –      | 1:37,289 min | 4      |
| Chris Thorpe Gordy Sheer        | Doppelsitzer | 48,571 s | 4      | 48,725 s | 6      | –        | –      | –        | –      | 1:37,296 min | 5      |

### Shorttrack
| Athleten                                                    | Wettbewerbe    | Vorlauf     | Vorlauf | Viertelfinale | Viertelfinale | Halbfinale    | Halbfinale    | Finale        | Finale        | Rang   |
| Athleten                                                    | Wettbewerbe    | Zeit        | Rang    | Zeit          | Rang          | Zeit          | Rang          | Zeit          | Rang          | Rang   |
| ----------------------------------------------------------- | -------------- | ----------- | ------- | ------------- | ------------- | ------------- | ------------- | ------------- | ------------- | ------ |
| Frauen                                                      |                |             |         |               |               |               |               |               |               |        |
| Amy Peterson                                                | 500 m          | 47,02 s     | 1       | 46,59 s       | 1             | 46,28 s       | 2             | 46,76 s       | 3             | Bronze |
| Amy Peterson                                                | 1000 m         | 1:45,38 min | 2       | 1:39,51 min   | 3             | ausgeschieden | ausgeschieden | ausgeschieden | ausgeschieden | 13     |
| Cathie Turner                                               | 500 m          | 46,22 s     | 1       | 47,24 s       | 2             | 47,54 s       | 1             | 45,98 s       | 1             | Gold   |
| Cathie Turner                                               | 1000 m         | 1:47,03 min | 2       | 1:38,98 min   | 2             | DQ            | DQ            | DQ            | DQ            | 8      |
| Amy Peterson Cathie Turner Nikki Ziegelmeyer Karen Cashman  | 3000 m Staffel | –           | –       | –             | –             | 4:35,52 min   | 2             | 4:39,34 min   | 3             | Bronze |
| Männer                                                      |                |             |         |               |               |               |               |               |               |        |
| John Coyle                                                  | 500 m          | 45,42 s     | 3       | ausgeschieden | ausgeschieden | ausgeschieden | ausgeschieden | ausgeschieden | ausgeschieden | 19     |
| John Coyle                                                  | 1000 m         | 1:32,92 min | 3       | ausgeschieden | ausgeschieden | ausgeschieden | ausgeschieden | ausgeschieden | ausgeschieden | 19     |
| Eric Flaim                                                  | 500 m          | 44,71 s     | 4       | ausgeschieden | ausgeschieden | ausgeschieden | ausgeschieden | ausgeschieden | ausgeschieden | 25     |
| Eric Flaim                                                  | 1000 m         | 1:33,71 min | 2       | 1:29,70 min   | 3             | ausgeschieden | ausgeschieden | ausgeschieden | ausgeschieden | 10     |
| Andy Gabel                                                  | 500 m          | 44,31 s     | 2       | 48,91 s       | 3             | ausgeschieden | ausgeschieden | ausgeschieden | ausgeschieden | 14     |
| Andy Gabel                                                  | 1000 m         | 1:32,32 min | 1       | 1:33,59 min   | 3             | ausgeschieden | ausgeschieden | ausgeschieden | ausgeschieden | 9      |
| Randy Bartz John Coyle Eric Flaim Andy Gabel Tony Goskowicz | 5000 m Staffel | –           | –       | –             | –             | 7:18,58 min   | 2             | 7:13,37 min   | 2             | Silber |

### Ski Alpin
| Athleten                | Wettbewerbe        | 1. Lauf     | 1. Lauf | 2. Lauf     | 2. Lauf | Gesamt      | Gesamt |
| Athleten                | Wettbewerbe        | Zeit        | Rang    | Zeit        | Rang    | Zeit        | Rang   |
| ----------------------- | ------------------ | ----------- | ------- | ----------- | ------- | ----------- | ------ |
| Frauen                  |                    |             |         |             |         |             |        |
| Megan Gerety            | Abfahrt            | –           | –       | –           | –       | 1:38,24 min | 20     |
| Megan Gerety            | Super-G            | DNF         | DNF     | DNF         | DNF     | DNF         | DNF    |
| Hilary Lindh            | Abfahrt            | –           | –       | –           | –       | 1:37,44 min | 7      |
| Hilary Lindh            | Super-G            | –           | –       | –           | –       | 1:23,38 min | 13     |
| Shannon Nobis           | Super-G            | –           | –       | –           | –       | 1:23,02 min | 10     |
| Anne-Lise Parisien      | Riesenslalom       | 1:23,55 min | 24      | 1:12,89 min | 9       | 2:36,44 min | 13     |
| Julie Parisien          | Alpine Kombination | DQ          | DQ      | DQ          | DQ      | DQ          | DQ     |
| Julie Parisien          | Slalom             | 1:01,61 min | 21      | DQ          | DQ      | DQ          | DQ     |
| Monique Pelletier       | Alpine Kombination | 1:30,36 min | 24      | 2:08,43 min | 25      | 3:38,79 min | 24     |
| Monique Pelletier       | Slalom             | 1:01,87 min | 24      | DQ          | DQ      | DQ          | DQ     |
| Diann Roffe-Steinrotter | Riesenslalom       | 1:23,99 min | 27      | DNF         | DNF     | DNF         | DNF    |
| Diann Roffe-Steinrotter | Super-G            | –           | –       | –           | –       | 1:22,15 min | Gold   |
| Krista Schmidinger      | Abfahrt            | –           | –       | –           | –       | 1:38,76 min | 27     |
| Carrie Sheinberg        | Slalom             | 1:01,63 min | 22      | 58,53 s     | 16      | 2:00,16 min | 18     |
| Picabo Street           | Abfahrt            | –           | –       | –           | –       | 1:36,59 min | Silber |
| Picabo Street           | Alpine Kombination | 1:28,19 min | 2       | 1:41,96 min | 14      | 3:10,15 min | 10     |
| Eva Twardokens          | Riesenslalom       | 1:22,12 min | 12      | 1:12,29 min | 7       | 2:34,41 min | 6      |
| Eva Twardokens          | Slalom             | 1:01,47 min | 19      | DNF         | DNF     | DNF         | DNF    |
| Heidi Voelker           | Riesenslalom       | 1:23,08 min | 18      | DNF         | DNF     | DNF         | DNF    |
| Männer                  |                    |             |         |             |         |             |        |
| Chad Fleischer          | Alpine Kombination | 1:40,17 min | 28      | DNF         | DNF     | DNF         | DNF    |
| Chad Fleischer          | Super-G            | DNF         | DNF     | DNF         | DNF     | DNF         | DNF    |
| Matt Grosjean           | Slalom             | 1:04,24 min | 23      | DNF         | DNF     | DNF         | DNF    |
| AJ Kitt                 | Abfahrt            | –           | –       | –           | –       | 1:46,82 min | 17     |
| AJ Kitt                 | Super-G            | DQ          | DQ      | DQ          | DQ      | DQ          | DQ     |
| Tommy Moe               | Abfahrt            | –           | –       | –           | –       | 1:45,75 min | Gold   |
| Tommy Moe               | Alpine Kombination | 1:37,14 min | 3       | 1:42,27 min | 15      | 3:19,41 min | 5      |
| Tommy Moe               | Super-G            | –           | –       | –           | –       | 1:32,61 min | Silber |
| Jeremy Nobis            | Riesenslalom       | 1:29,02 min | 6       | 1:24,58 min | 14      | 2:53,60 min | 9      |
| Jeremy Nobis            | Slalom             | 1:04,86 min | 25      | DNF         | DNF     | DNF         | DNF    |
| Harper Phillips         | Riesenslalom       | 1:30,31 min | 21      | DNF         | DNF     | DNF         | DNF    |
| Casey Puckett           | Riesenslalom       | DNF         | DNF     | DNF         | DNF     | DNF         | DNF    |
| Casey Puckett           | Slalom             | 1:02,97 min | 14      | 1:00,50 min | 5       | 2:03,47 min | 7      |
| Kyle Rasmussen          | Abfahrt            | –           | –       | –           | –       | 1:46,35 min | 11     |
| Kyle Rasmussen          | Alpine Kombination | 1:36,96 min | 2       | 2:00,58 min | 32      | 3:37,54 min | 31     |
| Kyle Rasmussen          | Super-G            | DQ          | DQ      | DQ          | DQ      | DQ          | DQ     |
| Erik Schlopy            | Riesenslalom       | 1:42,26 min | 44      | 1:27,74 min | 31      | 3:10,00 min | 34     |
| Erik Schlopy            | Slalom             | DNF         | DNF     | DNF         | DNF     | DNF         | DNF    |
| Craig Thrasher          | Abfahrt            | –           | –       | –           | –       | 1:48,91 min | 38     |
| Craig Thrasher          | Alpine Kombination | 1:40,36 min | 31      | DNF         | DNF     | DNF         | DNF    |

### Skilanglauf
| Athleten                                                | Wettbewerbe               | Zeit        | Rang |
| ------------------------------------------------------- | ------------------------- | ----------- | ---- |
| Frauen                                                  |                           |             |      |
| Ingrid Butts                                            | 5 km klassisch            | 16:33,6 min | 53   |
| Ingrid Butts                                            | 10 km Freistil Verfolgung | 34:31,6 min | 50   |
| Nina Kemppel                                            | 5 km klassisch            | 15:44,8 min | 28   |
| Nina Kemppel                                            | 10 km Freistil Verfolgung | 32:13,8 min | 31   |
| Nina Kemppel                                            | 15 km Freistil            | 46:56,8 min | 42   |
| Nina Kemppel                                            | 30 km klassisch           | 1:32:55,3 h | 27   |
| Suzanne King                                            | 30 km klassisch           | 1:45:27,9 h | 51   |
| Laura McCabe                                            | 15 km Freistil            | 45:51,1 min | 34   |
| Kerrin Petty                                            | 5 km klassisch            | 16:52,5 min | 59   |
| Kerrin Petty                                            | 10 km Freistil Verfolgung | DNF         | DNF  |
| Leslie Thompson                                         | 5 km klassisch            | 16:08,0 min | 40   |
| Leslie Thompson                                         | 10 km Freistil Verfolgung | 32:22,6 min | 32   |
| Leslie Thompson                                         | 15 km Freistil            | 46:10,3 min | 37   |
| Laura Wilson                                            | 15 km Freistil            | 45:59,9 min | 35   |
| Laura Wilson                                            | 30 km klassisch           | 1:38:52,6 h | 49   |
| Dorcas Wonsavage                                        | 30 km klassisch           | 1:36:34,1 h | 40   |
| Laura Wilson Nina Kemppel Laura McCabe Leslie Thompson  | 4 × 5 km Staffel          | 1:02:28,4 h | 10   |
| Männer                                                  |                           |             |      |
| John Aalberg                                            | 10 km klassisch           | 27:02,3 min | 45   |
| John Aalberg                                            | 15 km Freistil Verfolgung | 41:13,4 min | 33   |
| John Aalberg                                            | 30 km Freistil            | 1:21:45,1 h | 43   |
| Luke Bodensteiner                                       | 10 km klassisch           | 27:22,3 min | 58   |
| Luke Bodensteiner                                       | 15 km Freistil Verfolgung | 42:33,0 min | 45   |
| Luke Bodensteiner                                       | 30 km Freistil            | 1:20:13,0 h | 36   |
| Todd Boonstra                                           | 10 km klassisch           | 26:56,3 min | 41   |
| Todd Boonstra                                           | 15 km Freistil Verfolgung | 41:47,1 min | 41   |
| Todd Boonstra                                           | 50 km klassisch           | 2:20:41,0 h | 39   |
| Ben Husaby                                              | 10 km klassisch           | 27:11,3 min | 52   |
| Ben Husaby                                              | 15 km Freistil Verfolgung | 42:15,9 min | 43   |
| Ben Husaby                                              | 50 km klassisch           | 2:23:37,3 h | 53   |
| Marcus Nash                                             | 30 km Freistil            | 1:27:18,7 h | 65   |
| Carl Swenson                                            | 30 km Freistil            | 1:22:08,6 h | 45   |
| Pete Vordenberg                                         | 50 km klassisch           | 2:22:53,1 h | 49   |
| Justin Wadsworth                                        | 50 km klassisch           | 2:19:49,1 h | 35   |
| John Aalberg Ben Husaby Todd Boonstra Luke Bodensteiner | 4 × 10 km Staffel         | 1:49:40,5 h | 13   |

### Skispringen
| Athleten                                         | Wettbewerb             | 1. Durchgang | 1. Durchgang | 1. Durchgang | 2. Durchgang | 2. Durchgang | 2. Durchgang | Gesamt | Gesamt |
| Athleten                                         | Wettbewerb             | Weite        | Punkte       | Rang         | Weite        | Punkte       | Rang         | Punkte | Rang   |
| ------------------------------------------------ | ---------------------- | ------------ | ------------ | ------------ | ------------ | ------------ | ------------ | ------ | ------ |
| Männer                                           |                        |              |              |              |              |              |              |        |        |
| Jim Holland                                      | Normalschanze          | 77,5 m       | 85,0         | 52           | 71,0 m       | 73,0         | 45           | 158,0  | 48     |
| Jim Holland                                      | Großschanze            | 82,0 m       | 42,1         | 49           | 91,0 m       | 60,8         | 40           | 102,9  | 46     |
| Bob Holme                                        | Normalschanze          | 83,0 m       | 97,0         | 41           | 82,0 m       | 98,0         | 31           | 195,0  | 35     |
| Bob Holme                                        | Großschanze            | 86,0 m       | 47,3         | 47           | 81,5 m       | 37,7         | 53           | 85,0   | 50     |
| Ted Langlois                                     | Normalschanze          | 87,5 m       | 108,5        | 31           | 78,0 m       | 88,5         | 37           | 197,0  | 33     |
| Ted Langlois                                     | Großschanze            | 97,0 m       | 91,6         | 34           | 94,5 m       | 63,6         | 35           | 155,2  | 35     |
| Randy Weber                                      | Normalschanze          | 77,0 m       | 86,5         | 51           | 78,0 m       | 84,0         | 40           | 170,5  | 44     |
| Randy Weber                                      | Großschanze            | 91,5 m       | 30,7         | 51           | 80,0 m       | 39,0         | 52           | 69,7   | 53     |
| Greg Boester Randy Weber Ted Langlois Kurt Stein | Großschanze Mannschaft | 366,5 m      | 235,2        | 11           | 383,5 m      | 269,8        | 11           | 505,0  | 11     |